# 1513
Năm 1513 (số La Mã: MDXIII) là một năm thường bắt đầu vào thứ bảy (liên kết sẽ hiển thị đầy đủ lịch) trong lịch Julius.